# Дејн (Висконсин)
Дејн (енгл. Dane) град је у америчкој савезној држави Висконсин.

## Демографија
По попису из 2010. године број становника је 995, што је 196 (24,5%) становника више него 2000. године.
| Група             | 2000.       | 2010.       |
| Белци             | 755 (94,5%) | 921 (92,6%) |
| Афроамериканци    | 3 (0,4%)    | 8 (0,8%)    |
| Азијати           | 19 (2,4%)   | 17 (1,7%)   |
| Хиспаноамериканци | 15 (1,9%)   | 43 (4,3%)   |
| Укупно            | 799         | 995         |